# 충주예성초등학교
충주예성초등학교는 충청북도 충주시 교현동에 있는 공립 초등학교이다.

## 연혁
- 1946년 9월 16일 충주사범학교 부속국민학교로 개교
- 1962년 3월 1일 충주예성국민학교로 변경
- 1996년 3월 1일 충주예성초등학교로 변경
- 2022년 1월 5일 제71회 졸업생 배출 28명(총 14,749명)
- 2022년 3월 1일 제25대 박성로 교장 부임
- 2023년 1월 3일 제72회 졸업생 배출 27명(총 14,776명)
- 2023년 3월 1일 12학급 편성(유치원 4학급, 특수학급 2학급 포함)
- 2023년 3월 2일 2023학년도 신입생 입학(남 7명, 여 7명, 총 14명)

## 참고 자료
- 충주예성초등학교 - 한국교육학술정보원 학교알리미